# وست پوینت (مینه‌سوتا)
وست پوینت (به انگلیسی: West Point) یک منطقهٔ مسکونی در ایالات متحده آمریکا است که در شهرستان ایسانتی، مینه‌سوتا واقع شده‌است. وست پوینت  ۲۸۸٫۰۴ متر بالاتر از سطح دریا واقع شده‌است.